# Elymnias hicetas
Elymnias hicetas är en fjärilsart som beskrevs av Wallace 1869. Elymnias hicetas ingår i släktet Elymnias och familjen praktfjärilar. Inga underarter finns listade i Catalogue of Life.